# Lampropholis adonis
Lampropholis adonis — вид сцинкоподібних ящірок родини сцинкових (Scincidae). Ендемік Австралії. Вид названий на честь грецького бога Адоніса.

## Поширення і екологія
Lampropholis adonis поширені на сході та південному сході Квінсленду, ізольована популяція також мешкає у Національному парку Карнарвон. Вони живуть на галявинах вологих тропічних лісів та на берегах струмків.